# Flickingeria laciniosa
Flickingeria laciniosa là một loài thực vật có hoa trong họ Lan. Loài này được (Ridl.) A.D.Hawkes mô tả khoa học đầu tiên năm 1965.